# Холщайн-Готорп-Романов
Холщайн-Готорп-Романов (на немски: Romanow-Holstein-Gottorp) е династия руски монарси, последвала първите руски князе и царе от династия Романови и приела тяхното име.
Прародител на фамилията е херцог Карл-Фридрих фон Холщайн-Готорп от фамилията Шлезвиг-Холщайн-Готорп, който е женен за Анна Петровна от фамилията Романови. Техният син Петър III наследява през 1762 г. императрица Елисавета, последната Романов, на руския трон.

## Хералдика
- Хералдически състав на герба
- Голям герб на Руската империя. Родственият герб е разположен най-долу.
- Съединен герб на Холщайн-Готорп-Романови (фрагмент от Големия герб на Империята)
- Герб на рода Романови (докато са били „обикновени“ руски боляри)
- Герб на рода рода Шлезвиг-Холщайн (холщайн-готропски)
- Норвежски герб — родът Олденбург управлява Норвегия от 1450 до 1814 г.
- Герб на Шлезвиг — родът Олденбург управлява Шлезвиг-Холщайн от 1460 до 1865 г.
- Герб на Холщайн — родът Олденбург управлява Шлезвиг-Холщайн от 1460 до 1865 г.
- Герб Щормански — район в Шлезвиг-Холщайн
- Герб дитмарщенски — район в Шлезвиг-Холщайн
- Герб на Олденбургското графство
- Герб делменхорстски — град в Саксония
- Хералдическа корона на Великото херцогство Люксембург, аналогично използвана в този герб